# Monumentul Eroilor Americani
Monumentul Eroilor Americani din Parcul Cișmigiu din București este dedicat celor 378 de piloți și membri de echipaj ai aeronavelor US Air Force, căzuți la datorie pe teritoriul României în timpul celui de-al Doilea Război Mondial, precum și prizonierilor de război americani internați in lagărele de pe teritoriul României.
Realizat în 1999 după concepția și ideea plastică a artistului Remus Claudiu Botar, monumentul, sculptat din andezit, reprezintă o carte deschisă, ca simbol al memoriei eterne, pe paginile căreia este gravat un text omagial în limbile română și engleză și are dimensiunile 1,15 x 1,70 x 0,20 m, iar soclul are 1,15 x 1,70 x 0,10 m.
Inaugurarea oficială a monumentului a avut loc la 9 mai 2002 în cadrul unei ceremonii militare, fiind dezvelit de ambasadorul SUA Michael Guest, împreună cu premierul Adrian Năstase.

## Alt monument cu aceeași denumire
Un alt monument comemorativ dedicat eroilor americani din cel de-al Doilea Război Mondial se găsește în parcul Kiseleff din București și a fost donat de Vechea și Onorabila Companie de Artilerie din Boston, Massachusetts. Monumentul din parcul Kiseleff, dedicat tuturor militarilor americani care și-au servit țara în cel de-al Doilea Război Mondial pe teritoriul României, a fost dezvelit la 1 octombrie 2007.